# جامع منورة خاتون
جامع منورة خاتون في العراق، هو من مساجد بغداد الأثرية القديمة، وكانت أرضه جزءا من ثكنة للمدفعية باسم قشلة الطوبجية فاشترتها منورة خاتون وشيدت عليه المسجد وهي زوجة الوالي سليمان باشا الصغير وتوفيت عام 1269هـ/1852م، في عهد الدولة العثمانية، ويقع الجامع في محلة عباس أفندي في جانب الرصافة من مدينة بغداد، ويطل على شارع الجمهورية، مجاور مدرسة الاعدادية المركزية للبنات حاليا، وكانت فيهِ مدرسة يرتادها طلاب العلم، ومعروفة باسم مدرسة منورة خاتون، تدرس فيها العلوم النقلية والعقلية، ويحتوي الجامع على مصلى شتوي وآخر صيفي، وتبلغ مساحة الحرم حوالي 200م2، ويسع مصلى الحرم لأكثر من 100 مصل، وفيهِ منارة مئذنة عالية مزينة بالكاشي الكربلائي ذات حوض واحد، وجرى تحطيم أجزاء من الجامع والمئذنة من قبل المليشيات الطائفية بعد تفجير ضريح العسكريين 2006، حيث تعرض المسجد إلى هجوم مسلح وتم غلقهِ واعتقال واغتيال بعض المصلين فيه، وضربت المئذنة بقذيفة من سلاح (آر بي جي 7) ولم تنفجر، والمنارة الآن مائلة وآيلة للسقوط.
وحالياً أغلقت المدرسة، وتم تعمير وصيانة الجامع في عام 1434هـ/ 2012م، من قبل ديوان الوقف السني في العراق، ومازالت أعمال الصيانة قائمة فيه.  